# إندريانا مبوتينا
إندريانا مبوتينا (بالإنجليزية: Andrianamboatena)‏ في الأساطير الأفريقية هو واحد من أسرة أرباب زانكاري في مدغشقر. وهو رب الأرض.